# Brachymeria nortia
Brachymeria nortia is een vliesvleugelig insect uit de familie bronswespen (Chalcididae). De wetenschappelijke naam is voor het eerst geldig gepubliceerd in 1929 door Girault.